# Umag Trophy 2017
L'Umag Trophy 2017, quinta edizione della corsa, valido come evento dell'UCI Europe Tour 2017 categoria 1.2, si svolse il 1º marzo 2017 su un percorso di 161 km, con partenza ed arrivo a Umago, in Croazia. Fu vinto dallo sloveno Rok Korošec, che giunse al traguardo con il tempo di 3h36'16" alla media di 44,67 km/h davanti all'italiano Filippo Fortin e al neozelandese Alex Frame.
Alla partenza erano presenti 176 ciclisti dei quali 164 completarono la gara.

## Squadre partecipanti
| N.    | Cod. | Squadra                      |
| ----- | ---- | ---------------------------- |
| 1-6   | MKT  | Meridiana-Kamen Team         |
| 7-12  | RSW  | Team Felbermayr-Simplon Wels |
| 13-18 | LKT  | LKT Team Brandenburg         |
| 19-24 | THF  | Team Heizomat                |
| 25-30 |      | P&S Thüringen                |
| 31-36 | SWI  | Selezione svizzera           |
| 37-42 | ROG  | Rog-Ljubljana                |
| 43-47 | TRK  | Torku Şekerspor              |
| 49-54 | SIT  | Staki-Technorama             |
| 55-60 | AMP  | Amplatz-BMC                  |
| 61-66 | BCP  | Synergy Baku Cycling Project |
| 67-70 | RNR  | Rad-Net Rose Team            |
| 73-78 | TIR  | Tirol Cycling Team           |
| 79-84 | ELA  | Elkov-Author                 |
| 85-90 |      | Team Cervelo                 |
| 91-96 | JLT  | JLT Condor                   |

| N.      | Cod. | Squadra                 |
| ------- | ---- | ----------------------- |
| 97-102  | THU  | Team Hurom              |
| 103-108 | DSU  | Development Team Sunweb |
| 109-112 | BLR  | Selezione bielorussa    |
| 115-120 |      | CCN Metalac             |
| 121-126 |      | Gragnano Sporting Club  |
| 127-132 | BGT  | Bridgestone-Anchor      |
| 133-138 |      | MebloJogi-Kult-Solkan   |
| 139-143 | TVC  | Virtu Cycling           |
| 145-150 | PFG  | CK Pribram-Fany Gastro  |
| 151-155 |      | Kk Grega Bole Bled      |
| 157-162 |      | Veloclub Ratisbona      |
| 163-168 |      | Hermann Radteam         |
| 169-172 |      | Kontenet-Dksi           |
| 175-180 |      | KK Kranj                |
| 181-186 | TGC  | Giant-Castelli          |

## Ordine d'arrivo (Top 10)
| Pos. | Corridore                 | Squadra       | Tempo    |
| ---- | ------------------------- | ------------- | -------- |
| 1    | Rok Korošec               | Amplatz       | 3h29'49" |
| 2    | Filippo Fortin            | Tirol         | s.t.     |
| 3    | Alex Frame                | JLT Condor    | s.t.     |
| 4    | Michael Carbel Svendgaard | Virtu Cycling | s.t.     |
| 5    | Žiga Jerman               | Rog           | s.t.     |
| 6    | Alois Kaňkovský           | Elkov-Author  | s.t.     |
| 7    | Konrad Geßner             | Rad-Net       | s.t.     |
| 8    | Aske Louring Vorre        | Giant         | s.t.     |
| 9    | Gabriele Bonechi          | Cervelo       | s.t.     |
| 10   | Robert Kessler            | LKT           | s.t.     |